# Norajr Aslanian
Norajr Aslanian (orm. Նորայր Ասլանյան, ur. 25 marca 1991 w Karahuncz) – piłkarz ormiański grający na pozycji lewego pomocnika. Od 2016 jest zawodnikiem klubu Telstar.

## Kariera klubowa
Swoją karierę piłkarską Aslanian rozpoczął w klubie FC Groningen. W sezonie 2009/2010 został wypożyczony do drugoligowego BV Veendam, w którym nie zaliczył debiutu. W 2010 roku wypożyczono go do zespołu SC Cambuur, w którym zadebiutował 15 października 2010 w zremisowanym 1:1 domowym meczu z RKC Waalwijk. W Cambuurze spędził pół roku.
Na początku 2011 roku Aslanian wrócił do Groningen. Swój debiut w Eredivisie zanotował 6 marca 2011 w przegranym 1:4 domowym meczu z Heraclesem Almelo. Zawodnikiem Groningen był do końca sezonu 2010/2011.
Latem 2011 roku Aslanian odszedł do FC Zwolle. Zadebiutował w nim 5 sierpnia 2011 w zremisowanym 2:2 wyjazdowym spotkaniu z FC Den Bosch. W sezonie 2011/2012 awansował z Zwolle do Eredivisie.
Po awansie Zwolle Aslanian został wypożyczony do FC Emmen, w którym swój debiut zaliczył 10 sierpnia 2012 przeciwko FC Dordrecht (1:1). W Emmen grał przez rok.
Latem 2013 Aslanian podpisał kontrakt z Willem II Tilburg. Swój pierwszy mecz w nim rozegrał 4 sierpnia 2013 przeciwko FC Den Bosch (2:2). W sezonie 2013/2014 awansował z Willemem II do ekstraklasy.
W latach 2014–2016 Aslanian grał w Almere City, a latem 2016 trafił do Telstaru.
| Sezon   | Klub              | Kraj     | Rozgrywki      | Mecze | Bramki |
| ------- | ----------------- | -------- | -------------- | ----- | ------ |
| 2009/10 | BV Veendam        | Holandia | Eerste divisie | 0     | 0      |
| 2010/11 | SC Cambuur        | Holandia | Eerste divisie | 7     | 0      |
| 2010/11 | FC Groningen      | Holandia | Eredivisie     | 6     | 0      |
| 2011/12 | FC Zwolle         | Holandia | Eerste divisie | 24    | 5      |
| 2012/13 | FC Emmen          | Holandia | Eerste divisie | 27    | 6      |
| 2013/14 | Willem II Tilburg | Holandia | Eerste divisie | 17    | 0      |
| 2014/15 | Almere City       | Holandia | Eerste divisie | 33    | 7      |
| 2015/16 | Almere City       | Holandia | Eerste divisie | 25    | 4      |
| 2016/17 | Telstar           | Holandia | Eerste divisie |       |        |

## Kariera reprezentacyjna
W reprezentacji Armenii Aslanian zadebiutował 5 lutego 2013 w zremisowanym 1:1 towarzyskim meczu z Luksemburgiem, rozegranym w Montauban. W 61. minucie tego meczu zmienił Geworka Ghazariana.